# Модак
Модак (маратхи मोदक; яп. 歓喜団; тайск. ขนมต้ม; малайск. Kuih modak; индон. Kue modak; бирм. မုန့်လုံးရေပေါ်)   — индийская сладкая разновидность пельменей или хинкали.

## Описание
Блюдо встречается во многих штатах Индии, а также в странах Юго-Восточной Азии, и имеет многочисленные региональные разновидности. Чаще всего, внешне модак имеет значительно сходство с грузинским хинкали, однако его состав совершенно другой. Тесто для модака делается из сладкой рисовой муки, или из пшеничной муки высшего сорта, а начинка — из свеженатёртого кокоса, обильно смешанного с местным сахаром джагери. Модаки готовят на пару или жарят, во втором случае тесто становится более сухим, а срок хранения готового продукта — чуть более долгим. 
Модак в индийской культуре является ритуальным блюдом, связанным с культом бога Ганеши. Поэтому модаки часто используются в качестве подношения этому богу, а также употребляются в пищу на праздниках в его честь. Так, во время праздника в честь Ганеши, Ганеша-чатуртхи, храмовая праздничная служба завершается подношением Ганеше 21 или 101 модака. При этом предпочтение отдаётся модакам из рисовой муки, и лишь во вторую очередь — из пшеничной.
Поскольку индуистский бог Ганеша почитается также в буддизме, то вместе с культом Ганеши (Кангитена) модаки добрались до Японии, где известны под названием «кангидан». Начинка кангиданов делается из мёда и сладкой пасты из бобов адзуки. Кангиданы жарят во фритюре. Не исключено, что рецепт индийского модака, во время своего путешествия через Китай в Японию повлиял на создание популярного японского десерта моти, однако, подтверждений этому нет.

## Галерея

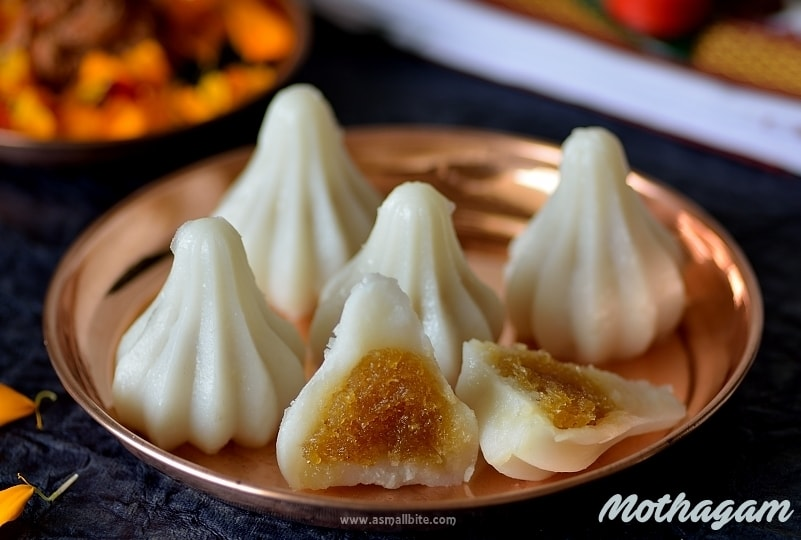
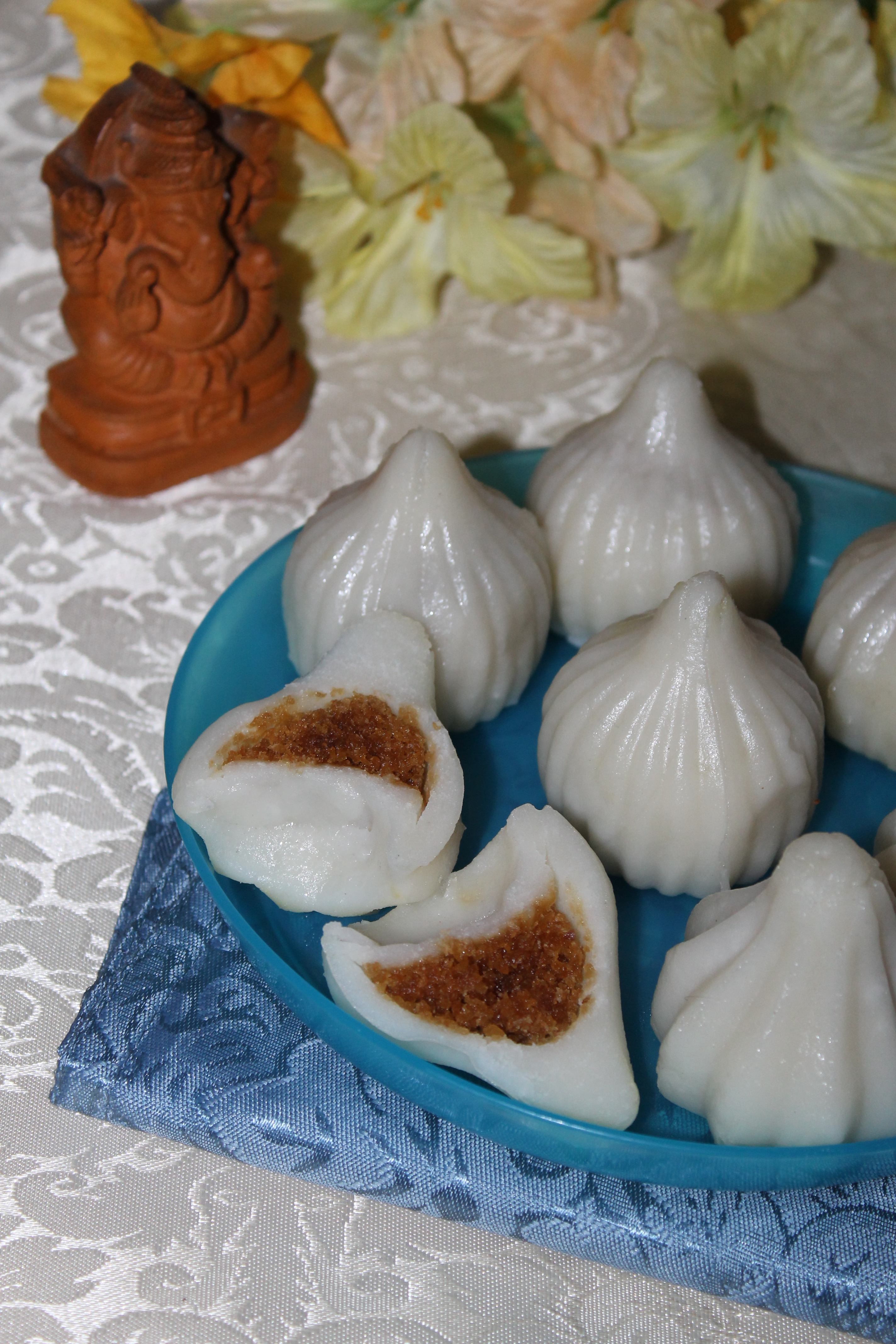
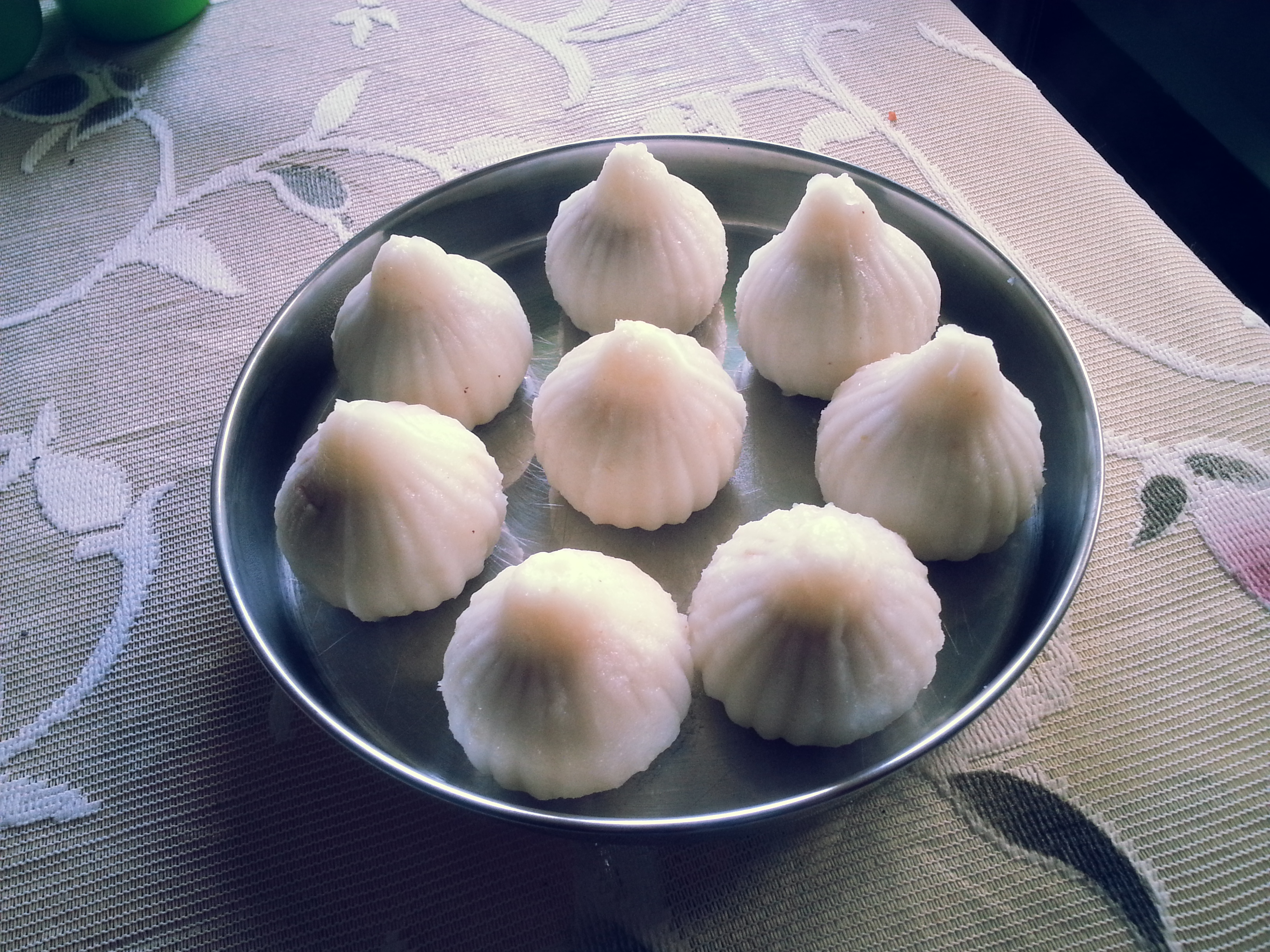